# Catalogue raisonné des Plantes Vasculaires de la Vallée d'Aoste
Catalogue raisonné des Plantes Vasculaires de la Vallée d'Aoste (abreviado Cat. Pl. Vasc. Vall. Aoste) es un libro con ilustraciones y descripciones botánicas que fue escrito por el naturalista, botánico y pteridólogo italiano Lino Vaccari y publicado en 3 fascículos en los años 1904-1911, con el nombre de Société de la flore valdotaine Aoste (Italie). Catalogue raisonné des Plantes Vasculaires de la Vallée d'Aoste. Volume 1: Thalamiflores et Calyciflores. Aoste.

## Publicación
- Parte 1(1): 1-192. Dec ? 1904;
- Parte 1(2): 193-448. Jul-Aug ? 1909;
- Parte 1(3): 449-635. 18 Jul 1911